# There She Goes (The La's)
There She Goes is een nummer van de Britse band The La's uit 1988. Het is de tweede single van hun titelloze album.
Het nummer werd een hit op de Britse eilanden. In het Verenigd Koninkrijk haalde "There She Goes" de 13e positie. In Nederland haalde het nummer slechts de 8e positie in de Tipparade, maar toch werd het er wel een radiohit.